# Olympische Jugend-Winterspiele 2016/Teilnehmer (Spanien)
| Gelbes Symbol für Goldmedaillen mit stilisierten Olympischen Ringen | Graues Symbol für Silbermedaillen mit stilisierten Olympischen Ringen | Braundes Symbol für Bronzemedaillen mit stilisierten Olympischen Ringen |
| ------------------------------------------------------------------- | --------------------------------------------------------------------- | ----------------------------------------------------------------------- |
| —                                                                   | —                                                                     | —                                                                       |

Spanien nahm an den Olympischen Jugend-Winterspielen 2016 in Lillehammer mit sechs Athleten in vier Sportart teil.

## Sportarten

### Bob
| Athleten           | Wettbewerb | Durchgang 1 | Durchgang 1 | Durchgang 2 | Durchgang 2 | Gesamt      | Gesamt |
| Athleten           | Wettbewerb | Zeit        | Rang        | Zeit        | Rang        | Zeit        | Rang   |
| ------------------ | ---------- | ----------- | ----------- | ----------- | ----------- | ----------- | ------ |
| Jungen             |            |             |             |             |             |             |        |
| Martin Souto Otero | Monobob    | 59,31 s     | 15          | 59,08 s     | 14          | 1:58,39 min | 15     |

### Ski Alpin
| Jungen          |              |             |     |                    |                    |                    |                    |
| Aingeru Garay   | Super-G      |             |     |                    |                    | 1:14,84 min        | 33                 |
| Aingeru Garay   | Riesenslalom | DNF         | DNF | nicht qualifiziert | nicht qualifiziert | nicht qualifiziert | nicht qualifiziert |
| Aingeru Garay   | Slalom       | 51,64 s     | 14  | 51,32 s            | 14                 | 1:42,96 min        | 13                 |
| Aingeru Garay   | Kombination  | 1:14,58 min | 29  | 42,78 s            | 14                 | 1:57,36 min        | 18                 |
| Mädchen         |              |             |     |                    |                    |                    |                    |
| Mirentxu Miquel | Super-G      |             |     |                    |                    | 1:20,75 min        | 32                 |
| Mirentxu Miquel | Riesenslalom | 1:25,49 min | 25  | 1:21,11 min        | 22                 | 2:46,60 min        | 21                 |
| Mirentxu Miquel | Slalom       | 59,81 s     | 22  | 54,96 s            | 21                 | 1:54,77 min        | 21                 |

### Skilanglauf
| Athleten            | Wettbewerb       | Qualifikation | Qualifikation | Viertelfinale      | Viertelfinale      | Halbfinale         | Halbfinale         | Finale             | Finale             |
| Athleten            | Wettbewerb       | Zeit          | Rang          | Zeit               | Rang               | Zeit               | Rang               | Zeit               | Rang               |
| ------------------- | ---------------- | ------------- | ------------- | ------------------ | ------------------ | ------------------ | ------------------ | ------------------ | ------------------ |
| Jungen              |                  |               |               |                    |                    |                    |                    |                    |                    |
| Gral Selles         | Cross            | 3:21,47 min   | 32            |                    |                    | nicht qualifiziert | nicht qualifiziert | nicht qualifiziert | nicht qualifiziert |
| Gral Selles         | Sprint klassisch | 3:21,26 min   | 38            | nicht qualifiziert | nicht qualifiziert | nicht qualifiziert | nicht qualifiziert | nicht qualifiziert | nicht qualifiziert |
| Gral Selles         | 10 km Freistil   |               |               |                    |                    |                    |                    | 27:32,8 min        | 37                 |
| Mädchen             |                  |               |               |                    |                    |                    |                    |                    |                    |
| Alba Puigdefabregas | Cross            | 4:11,78 min   | 36            |                    |                    | nicht qualifiziert | nicht qualifiziert | nicht qualifiziert | nicht qualifiziert |
| Alba Puigdefabregas | Sprint klassisch | 3:51,96 min   | 32            | nicht qualifiziert | nicht qualifiziert | nicht qualifiziert | nicht qualifiziert | nicht qualifiziert | nicht qualifiziert |
| Alba Puigdefabregas | 5 km Freistil    |               |               |                    |                    |                    |                    | 15:16,2 min        | 30                 |

### Snowboard

#### Snowboardcross
| Athleten      | Wettbewerb     | Qualifikation | Qualifikation | Vorlauf | Vorlauf | Halbfinale         | Finale             |
| Athleten      | Wettbewerb     | Zeit          | Rang          | Punkte  | Rang    | Position           | Position           |
| ------------- | -------------- | ------------- | ------------- | ------- | ------- | ------------------ | ------------------ |
| Mädchen       |                |               |               |         |         |                    |                    |
| Fiona Torello | Snowboardcross | 53,69 s       | 9             | 11      | 11      | nicht qualifiziert | nicht qualifiziert |